# Norman Bethune
Henry Norman Bethune (kinesiska: 白求恩, pinyin: Bái Qiúēn) , född den 3 mars 1890 i Gravenhurst, Ontario i Kanada, död den 12 november 1939 i Tang härad i provinsen Hebei i Republiken Kina, var en kanadensisk läkare och internationalist som var drivande i den operativa behandlingen av tuberkulos och verkade som kirurg spanska inbördeskriget 1936–1937 och därefter i de kommunistkontrollerade områdena i Republiken Kina 1938–1939. Han dog av blodförgiftning under andra kinesisk-japanska kriget.

## Levnad
Efter många års verkan som lungläkare i fäderneslandet bestämde sig Bethune för att stötta den Andra spanska republikens kamp mot Francisco Francos kuppregim.

### Läkare i Spanien
I Spanien startade han uppbyggandet av en blodöverföringstjänst för frontområdet. Detta var något nytt för den militära medicinska kåren, men liknande verksamheter blev senare vanliga, särskilt efter Koreakriget och det som amerikanarna fram till 1997 kallade Mobile Army Surgical Hospital, M.A.S.H. Hans arbete ledde till liknande innovationer inom blodöverföringens område.
Den 6 juni 1937 lämnade Bethune Spanien och anlände de 18 juni till Montréal i Kanada. De följande sju månaderna deltog han i en solidaritetskampanj för den Andra spanska republiken och reste runt i Kanada och USA.
Oroad av nyheterna om Japans intensivare angrepp på kinesiskt territorium bestämde han sig för att stöda de kinesiska kommunisterna och anlände till dem i slutet av februari 1938.

### Läkare i Kina
Den kinesiska sjukvården var i sämre skick än vad den spanska varit. Det saknades utrustning och yrkesverksamma, de sårade fick ingen behandling och måste ofta transporteras i flera dagar bort från fronten innan de fick läkarhjälp.
Bethune började en omorganisation och fick så småningom byggt upp mobila kirurgiska fältsjukhus. Det var mycket svårt att få ett system för blodtransport, vilket skylldes på blockader.
Under en operation fick han en skärskada och drabbades av blodförgiftning, vilket ledde till hans död.

## Eftermäle
Norman Bethunes arbete och outtröttliga insats för Kina gjorde ett djupt intryck även på Mao Zedong, som senare skrev essän Tjäna folket : Till minnet av Norman Bethune ; Den narraktige gamle mannen som tog bort bergen.
| ”            | Som osjälvisk internationalist är doktor Bethune en förebild för alla människor. | „ |
| – Mao Zedong |                                                                                  |   |